# 張角
張角（？—184年），鉅鹿人。東漢末年太平道首領、黃巾之亂領導人。

## 生平
张角出生于钜鹿县，活躍於東漢末年，自稱「大賢良師」，信奉黃老學說，並以此教授門徒。給人治病的時候，先使病人下跪承認自己的過失，再給予符水或咒術治療。有的病人恰好痊癒，所以百姓們便慢慢相信了張角的的學說，也就是「太平道」。張角於是派出了幾個門徒周遊四方以傳播教義，十多年的時間裡，逐漸發展出數十萬的信徒，遍布了青、徐、幽、冀、荊、揚、兗、豫等八州。有的人甚至變賣所有財產前往投奔張角，道路甚至給擠得水洩不通，數萬人還沒走到就死在了路途。郡縣的官員沒有細察內情，反而聲稱張角推廣教化，得到人民擁戴。
張角勢力如日中天，因此設立了三十六方，方的編制猶如軍團，大方統領了萬餘人，小方也統領了六七千人，每個方都設立了渠帥統領。張角宣稱：「蒼天已死，黃天當立，歲在甲子，天下大吉。」並用白土在京城官署或州郡官府的門上書寫「甲子」二字作為起事的記號。
大方馬元義等先集結了荊揚兩州的數萬人，預計在鄴（今河北臨漳縣境）起事。還經常往來於京城，讓中常侍封諝、徐奉等作為內應，約定於三月五日時內外同時發起動亂。
來不及發動之時，張角的一名弟子唐周上書告發，馬元義在洛陽遭到逮捕，並處以車裂之刑。朝廷也開始抓捕所有「太平道」的信徒，包括張角本人。張角知道事情敗露，於是迅速通知各方起事響應，約定頭戴黃巾作為標誌，因此當時的人都稱呼他們為「黃巾賊」。
光和七年二月，張角自稱「天公將軍」，兩個弟弟張寶、張梁分別自稱「地公將軍」、「人公將軍」，拉起了黃巾起义的序幕。兵鋒所及之處，皆焚燒官府，或劫掠村莊，各地州郡無法抵抗，多數的官員都棄職逃亡，不到一個月的時間，各地群起響應，京師大為驚動。
起事之後，朝廷派遣北中郎將盧植討伐張角，盧植連戰連勝，斬殺俘虜萬餘人，張角等人退守廣宗（今河北威縣東）。盧植興築圍牆，挖掘壕溝，製作雲梯，幾乎快要攻陷廣宗，但此時盧植受到宦官誣陷，被押解回京，並由東中郎將董卓接替。但董卓攻擊張角遲遲不能取勝，於是朝廷下令剛在潁川（今河南禹州市）、東郡（今河南濮陽西南）一帶討平黃巾賊的左中郎將皇甫嵩負責討伐張角。而張角就在差不多這個時間裡因病去世，他死後不久，十月，皇甫嵩和張梁在廣宗大戰，張梁大敗，當場陣亡，張角也被剖開棺木，砍下人頭，將人頭送到洛陽示眾。失去領頭人物的黃巾起义也陷入各方單打獨鬥，從而被東漢朝廷給順利平定。

## 三国演义中
据小说《三国演义》描述，张角入山採藥，遇到一名碧眼童顏的老人（人稱南華老仙）授予《太平要術》。張角得書後，曉夜攻讀，終有所成，创太平道，並根據太平經「眾星億億，不若一日之明也；柱天群蚑行之言，不若國一賢良也」，自称「大贤良师」（實應得到東漢顺帝時于吉、宮崇所傳的《太平清領書》）。
相關記載描述，中平元年（184年）正月瘟疫流行時，許多生病的百姓喝下他的符水後，都不藥而癒，張角被百姓奉為活神仙，張角又派出八使到外傳教。因此，追隨的信徒愈來愈多，甚至高達數十萬人，遍及青州、徐州、幽州、冀州、荊州、揚州、兗州、豫州等八州人，皆祀奉張角的名字，幾乎佔了當時全國的三分之二，信徒尊稱「大賢良師」。
張角與弟子雲遊四方，傳播其思想。及後把十幾萬信眾組織起來，分為三十六方，每方各置首領統率，並宣傳「蒼天已死，黃天當立；歲在甲子，天下大吉」。更令各人以白土書「甲子」二字於家中大門上。
中平元年（184年）張角與其弟張寶、張梁率領信徒起義，史稱「黃巾之亂」。張角更自稱「天公將軍」、張寶稱「地公將軍」、張梁稱「人公將軍」。參加的人都裹上黃色的頭巾作為標誌，所以稱之為『黃巾軍』。在广宗（今河北威县）击退北中郎将卢植的进攻；后又打败东中郎将董卓。
不久，張角病死。同年十月，角弟張梁戰死於廣宗。失去領導下，黃巾军迅速瓦解。黃巾军被鎮壓後，張角被戮屍梟首。但餘波未了，當時各地有實力的地方勢力成為軍閥，號稱諸侯，趁亂世控制朝廷，架空皇帝，直接影響到東漢的滅亡。

## 影響
此役對後代也有影響，北宋宣和二年（1120年）方臘之亂就是尊張角為教主。

## 评论
- 元懌：「臣聞律深惑眾之科，禮絕妖淫之禁，皆所以大明居正，防遏姦邪。昔在漢末，有張角者，亦以此術熒惑當時。論其所行，與今不異。遂能詃誘生人，致黃巾之禍，天下塗炭數十年間，角之由也。昔新垣姦，不登於明堂；五利僥，終嬰於顯戮。」

## 登場作品
- 《三国演义 (电视剧)》
- 《蒼天航路》（王欣太）
- 《火鳳燎原》（陳某）:設定為南華八怪之一，已死並無登場僅提及名字，於外傳小說《黃巾》的主角之一。
- 《怪物彈珠》（No.1056）
- 《三國殺》：設定上為群雄勢力，並且有兩女兒。長女名張楚，欲再始起義但失敗；次女為張寧，拜左慈為師。
- 《真·三國無雙系列/無雙OROCHI系列》 （CV：川津泰彥（2-8）→竹内良太（起源））
- 《龍狼傳》（山原義人）:設定為五虎神之一瘴虎
- 《全面战争：三国》182年“受命于天”剧本出场。
- 《三國志·戰略版》（群雄）
- 《漫威漫畫》 設定為公元100年的至尊巫師[1]
- 《Fate/Grand Order》以Caster職階登場。
- 《代号鸢》中绝密密探